# Sciton paullus
Sciton paullus är en skalbaggsart som beskrevs av Blackburn 1898. Sciton paullus ingår i släktet Sciton och familjen Melolonthidae. Inga underarter finns listade i Catalogue of Life.